# اچ‌ام‌اس مونو (کی۴۴۱)
اچ‌ام‌اس مونو (کی۴۴۱) (به انگلیسی: HMS Monnow (K441)) یک کشتی بود که طول آن ۲۸۳ فوت (۸۶٫۲۶ متر) بود. این کشتی در سال ۱۹۴۴ ساخته شد.